# Mina Fürst Holtmann
Mina Fürst Holtmann, född 17 juli 1995 i Målselv, är en norsk alpin skidåkare som representerar Bærums SK.
Hon debuterade i Världscupen i St Moritz i januari 2015.
Hennes främsta internationella merit är en 13:e placering i slalom från Levi 2017.